# Pericallia rudis
Pericallia rudis là một loài bướm đêm thuộc phân họ Arctiinae, họ Erebidae.